# Clasificatorio a la FIBA AmeriCup de 2022
El Clasificatorio a la FIBA AmeriCup de 2022 fue la primera serie de eliminatorias para acceder al torneo; anteriormente la clasificación se llevaba a cabo mediante el Campeonato Sudamericano de Básquet (para las selecciones sudamericanas) y el Centrobasket (para las de Centroamérica). Estados Unidos y Canadá, por su parte, se clasificaban en forma directa.

## Sorteo
Los Clasificatorios al FIBA AmeriCup de 2022 contarán con la participación de Argentina, Bahamas, Brasil, Canadá, Chile, Colombia, Cuba, Estados Unidos, Islas Vírgenes, México, Panamá, Paraguay, Puerto Rico, República Dominicana, Uruguay y Venezuela.
Las Bombos para el Sorteo de los Clasificatorios al FIBA AmeriCup 2022 fueron: 
Bombo 1:  Argentina -  Brasil

Bombo 2:  Estados Unidos -  Canadá

Bombo 3:  Venezuela -  Uruguay

Bombo 4:  Puerto Rico -  República Dominicana

Bombo 5:  Panamá -  Chile

Bombo 6:  Paraguay -  Colombia

Bombo 7:  México -  Islas Vírgenes

Bombo 8:  Bahamas -  Cuba

## Grupos
La ceremonia de sorteo de los Clasificatorios al FIBA AmeriCup de 2022 se llevó a cabo el 23 de julio de 2019 en el histórico Coliseo Roberto Clemente en San Juan, Puerto Rico.
| Grupo A   | Grupo B  | Grupo C              | Grupo D        |
| --------- | -------- | -------------------- | -------------- |
| Argentina | Brasil   | Cuba                 | Puerto Rico    |
| Venezuela | Uruguay  | Islas Vírgenes       | Estados Unidos |
| Chile     | Panamá   | Canadá               | México         |
| Colombia  | Paraguay | República Dominicana | Bahamas        |

## Resultados
Se confirmó el calendario el 1 de agsoto de 2019.

### Grupo A
| Pos. | Equipo    | PJ | G | P | PE  | PP  | Dif | Pts |
| ---- | --------- | -- | - | - | --- | --- | --- | --- |
| 1.°  | Venezuela | 6  | 5 | 1 | 446 | 396 | +50 | 11  |
| 2.°  | Argentina | 6  | 4 | 2 | 445 | 410 | +35 | 10  |
| 3.°  | Colombia  | 6  | 2 | 4 | 391 | 414 | –23 | 8   |
| 4.°  | Chile     | 6  | 1 | 5 | 370 | 430 | -60 | 7   |

|  | Clasificados a la siguiente fase del torneo |

Los horarios corresponden a la hora local.
Primera ventana
| 20 de febrero de 2020 | Argentina                                                        | 68–74                                                   | Venezuela                                                           | San Luis |  |
| 20:00 (UTC-3)         | Parciales: 21–20, 14–11, 20–17, 13–26                            | Parciales: 21–20, 14–11, 20–17, 13–26                   | Parciales: 21–20, 14–11, 20–17, 13–26                               | |  |
|                       | Estadísticas Roberto Acuña 15 Roberto Acuña 4 Máximo Fjellerup 2 | Los horarios corresponden a la hora local. Pts Reb Asts | Estadísticas 33 Michael Carrera 13 Michael Carrera 3 David Cubillán | Pabellón: Estadio Ave Fénix Asistencia: 3,100 espectadores Árbitros: Jorge Vásquez Gonzalo Salgueiro Martí Diego Chiconato |  |

| 20 de febrero de 2020 | Chile                                                                 | 59–60                                | Colombia                                                                         | Valdivia |  |
| 21:00 (UTC-3)         | Parciales: 13–12, 18–10, 22–22, 6–16                                  | Parciales: 13–12, 18–10, 22–22, 6–16 | Parciales: 13–12, 18–10, 22–22, 6–16                                             | |  |
|                       | Estadísticas Sebastián Herrera 15 Ignacio Carrión 11 Franco Morales 5 | Reporte Pts Reb Asts                 | Estadísticas 13 Juan Tello Palacios 11 Juan Tello Palacios 4 Juan Tello Palacios | Pabellón: Coliseo Antonio Azurmendi Asistencia: 3,600 espectadores Árbitros: Roberto Vásquez Marcos Benito Andrés Gaston Bartel Maina |  |

| 23 de febrero de 2020 | Venezuela                                                         | 72–73                                 | Argentina                                                  | Caracas |  |
| 17:00 (UTC-4)         | Parciales: 19–17, 17–10, 26–24, 10–22                             | Parciales: 19–17, 17–10, 26–24, 10–22 | Parciales: 19–17, 17–10, 26–24, 10–22                      | |  |
|                       | Estadísticas Gregory Vargas 16 Gregory Vargas 12 Gregory Vargas 5 | Reporte Pts Reb Asts                  | Estadísticas 11 Pedro Barral 4 José Vildoza 6 Pedro Barral | Pabellón: Poliedro de Caracas Asistencia: 9,678 espectadores Árbitros: Marcos Benito Andrés Bartel Nicolás Daniel Flores Avalos |  |

| 23 de febrero de 2020 | Colombia                                                        | 57–64                                | Chile                                                                 | Tunja |  |
| 19:00 (UTC-5)         | Parciales: 7–13, 12–13, 19–22, 19–16                            | Parciales: 7–13, 12–13, 19–22, 19–16 | Parciales: 7–13, 12–13, 19–22, 19–16                                  | |  |
|                       | Estadísticas Hansel Atencia 16 Tonny Trocha 12 Hansel Atencia 3 | Reporte Pts Reb Asts                 | Estadísticas 17 Sebastián Suárez 8 Sebastián Herrera 6 Franco Morales | Pabellón: Coliseo Cubierto San Antonio Asistencia: 2,000 espectadores Árbitros: Cristiano Maranho Jesed Díaz Gonzalo Salgueiro Martí |  |

Segunda ventana
| 27 de noviembre de 2020 | Venezuela                                                           | 73–69                                | Colombia                                                      | Buenos Aires                                                                                       |  |
| 15:10 (UTC-3)           | Parciales: 23–21, 7–13, 26–15, 17–20                                | Parciales: 23–21, 7–13, 26–15, 17–20 | Parciales: 23–21, 7–13, 26–15, 17–20                          | |  |
|                         | Estadísticas Pedro Chourio 13 Windi Graterol 7 Heissler Guillent 10 | Reporte Pts Reb Asts                 | Estadísticas 19 Braian Angola 9 Tonny Trocha 5 Hansel Atencia | Pabellón: Estadio Obras Sanitarias Árbitros: Carlos Peralta Gonzalo Salgueiro Martí Fernando Leite |  |

| 27 de noviembre de 2020 | Argentina                                                               | 67–61                                 | Chile                                                                      | Buenos Aires                                                                                          |  |
| 21:10 (UTC-3)           | Parciales: 20–16, 11–18, 16–13, 20–14                                   | Parciales: 20–16, 11–18, 16–13, 20–14 | Parciales: 20–16, 11–18, 16–13, 20–14                                      | |  |
|                         | Estadísticas Máximo Fjellerup 14 Federico Aguerre 6 Leonel Schattmann 6 | Reporte Pts Reb Asts                  | Estadísticas 21 Manny Suárez 16 Nicolás Carvacho 2 N. Carvacho, F. Morales | Pabellón: Estadio Obras Sanitarias Árbitros: Andreia Silva Nicolás Daniel Flores Avalos Marcos Benito |  |

| 28 de noviembre de 2020 | Venezuela                                                             | 86–77                                                     | Chile                                                                 | Buenos Aires                                                                                      |  |
| 16:10 (UTC-3)           | Parciales: 15–10, 18–18, 20–25, 11–11 (T.E.: 10-10, 12-3)             | Parciales: 15–10, 18–18, 20–25, 11–11 (T.E.: 10-10, 12-3) | Parciales: 15–10, 18–18, 20–25, 11–11 (T.E.: 10-10, 12-3)             |                                                                                                   |  |
|                         | Estadísticas Michael Carrera 22 Tres jugadores 8 Heissler Guillent 11 | Reporte Pts Reb Asts                                      | Estadísticas 20 Nicolás Carvacho 10 Nicolás Carvacho 7 Franco Morales | Pabellón: Estadio Obras Sanitarias Árbitros: Gonzalo Salgueiro Martí Andreia Silva Carlos Peralta |  |

| 28 de noviembre de 2020 | Argentina                                                                    | 75–67                                | Colombia                                                               | Buenos Aires                                                                                           |  |
| 22:10 (UTC-3)           | Parciales: 24–17, 20–27, 15–8, 16–15                                         | Parciales: 24–17, 20–27, 15–8, 16–15 | Parciales: 24–17, 20–27, 15–8, 16–15                                   | |  |
|                         | Estadísticas Leonel Schattmann 14 Javier Saiz 12 J. Vildoza, F. Zurbriggen 3 | Reporte Pts Reb Asts                 | Estadísticas 17 Braian Angola 9 B. Angola, T. Trocha 2 Cinco jugadores | Pabellón: Estadio Obras Sanitarias Árbitros: Marcos Benito Nicolás Daniel Flores Avalos Fernando Leite |  |

Tercera ventana
| 21 de febrero de 2021 | Colombia                                                                   | 67–80                                 | Venezuela                                                                     | Cali |  |
| 17:10 (UTC-5)         | Parciales: 16–21, 20–16, 15–25, 16–18                                      | Parciales: 16–21, 20–16, 15–25, 16–18 | Parciales: 16–21, 20–16, 15–25, 16–18                                         | |  |
|                       | Estadísticas Hansel Atencia 13 Juan Tello Palacios 8 Juan Tello Palacios 4 | Reporte Pts Reb Asts                  | Estadísticas 24 José Gregorio Vargas 10 Néstor Colmenares 8 Heissler Guillent | Pabellón: Coliseo Evangelista Mora Árbitros: Roberto Vázquez Alexis Mercado Pacheco Nicolás Daniel Flores Avalos |  |

| 21 de febrero de 2021 | Chile                                                              | 65–99                                 | Argentina                                                          | Cali |  |
| 20:10 (UTC-5)         | Parciales: 10–32, 19–22, 19–25, 17–20                              | Parciales: 10–32, 19–22, 19–25, 17–20 | Parciales: 10–32, 19–22, 19–25, 17–20                              | |  |
|                       | Estadísticas Ignacio Arroyo 16 Nicolás Carvacho 7 Ignacio Arroyo 4 | Reporte Pts Reb Asts                  | Estadísticas 18 Federico Aguerre 5 José Vildoza 6 Máximo Fjellerup | Pabellón: Coliseo Evangelista Mora Árbitros: Andrés Gaston Bartel Maina Jesed Díaz Norval Alfanscio Young |  |

| 22 de febrero de 2021 | Colombia                                                                   | 71–63                                 | Argentina                                                      | Cali                                                                                            |  |
| 17:10 (UTC-5)         | Parciales: 15–19, 15–14, 16–17, 25–13                                      | Parciales: 15–19, 15–14, 16–17, 25–13 | Parciales: 15–19, 15–14, 16–17, 25–13                          |                                                                                                 |  |
|                       | Estadísticas Hansel Atencia 17 J. Palacios, A. Ibarguen 9 Hansel Atencia 3 | Reporte Pts Reb Asts                  | Estadísticas 15 José Vildoza 7 Federico Aguerre 6 José Vildoza | Pabellón: Coliseo Evangelista Mora Árbitros: Roberto Vázquez Jesed Díaz Gonzalo Salgueiro Martí |  |

| 22 de febrero de 2021 | Chile                                                                     | 44–61                               | Venezuela                                                               | Cali |  |
| 20:10 (UTC-5)         | Parciales: 9–21, 15–13, 7–14, 13–13                                       | Parciales: 9–21, 15–13, 7–14, 13–13 | Parciales: 9–21, 15–13, 7–14, 13–13                                     | |  |
|                       | Estadísticas Nicolás Carvacho 12 Nicolás Carvacho 16 Sebastián Carrasco 4 | Reporte Pts Reb Asts                | Estadísticas 14 Néstor Colmenares 18 Néstor Colmenares 5 Gregory Vargas | Pabellón: Coliseo Evangelista Mora Árbitros: Andrés Gaston Bartel Maina Alexis Mercado Pacheco Kristian Páez Arteaga |  |

### Grupo B
| Pos. | Equipo   | PJ | G | P | PE  | PP  | Dif | Pts |
| ---- | -------- | -- | - | - | --- | --- | --- | --- |
| 1.°  | Uruguay  | 6  | 3 | 3 | 478 | 471 | +7  | 9   |
| 2.°  | Brasil   | 4  | 4 | 0 | 316 | 269 | +47 | 8   |
| 3.°  | Panamá   | 5  | 3 | 2 | 372 | 367 | +5  | 8   |
| 4.°  | Paraguay | 5  | 0 | 5 | 356 | 415 | –59 | 5   |

|  | Clasificados a la siguiente fase del torneo |

Los horarios corresponden a la hora local.
Primera ventana
| 21 de febrero de 2020 | Brasil                                                                  | 83–72                                 | Uruguay                                                            | São José dos Pinhais |  |
| 19:30 (UTC-3)         | Parciales: 22–23, 16–14, 28–18, 17–17                                   | Parciales: 22–23, 16–14, 28–18, 17–17 | Parciales: 22–23, 16–14, 28–18, 17–17                              | |  |
|                       | Estadísticas Leonardo Demétrio 15 Rafael Mineiro 11 Rafael Freire Luz 7 | Reporte Pts Reb Asts                  | Estadísticas 19 Bruno Fitipaldo 5 Esteban Batista 6 Luciano Parodi | Pabellón: Ginasio Max Rosenmann Asistencia: 3,796 espectadores Árbitros: Fabricio Vito Daniel García Rodrigo León Mejía Mesa |  |

| 21 de febrero de 2020 | Panamá                                                              | 82–79                                 | Paraguay                                                          | Ciudad de Panamá                                                                                                 |  |
| 20:30 (UTC-5)         | Parciales: 24–17, 18–18, 11–18, 29–26                               | Parciales: 24–17, 18–18, 11–18, 29–26 | Parciales: 24–17, 18–18, 11–18, 29–26                             | |  |
|                       | Estadísticas Javier Carter 20 Tony Bishop Jr. 11 Carlos Rodríguez 8 | Reporte Pts Reb Asts                  | Estadísticas 19 Alejandro Peralta 8 Fernando Dose 5 Bruno Zanotti | Pabellón: Arena Roberto Durán Asistencia: 1,000 espectadores Árbitros: Michael Weiland Juan Fernández Jesed Díaz |  |

| 24 de febrero de 2020 | Paraguay                                                         | 66–75                                 | Panamá                                                                | Asunción                                                                |  |
| 20:00 (UTC-3)         | Parciales: 13–21, 10–18, 26–17, 17–19                            | Parciales: 13–21, 10–18, 26–17, 17–19 | Parciales: 13–21, 10–18, 26–17, 17–19                                 |                                                                         |  |
|                       | Estadísticas Edgar Riveros 16 Gabriel Peralta 14 Edgar Riveros 2 | Reporte Pts Reb Asts                  | Estadísticas 15 Ernesto Oglivie 11 Tony Bishop Jr. 2 Carlos Rodríguez | Pabellón: SND Arena Árbitros: Jorge Vásquez Fabricio Vito Daniel García |  |

| 24 de febrero de 2020 | Uruguay                                                             | 76–83                                             | Brasil                                                                | Montevideo                                                                        |  |
| 21:00 (UTC-3)         | Parciales: 22–17, 15–23, 10–20, 21–8 (T.E.: 8–15)                   | Parciales: 22–17, 15–23, 10–20, 21–8 (T.E.: 8–15) | Parciales: 22–17, 15–23, 10–20, 21–8 (T.E.: 8–15)                     |                                                                                   |  |
|                       | Estadísticas Bruno Fitipaldo 30 Esteban Batista 12 Luciano Parodi 5 | Reporte Pts Reb Asts                              | Estadísticas 18 George de Paula 6 Leonardo Demétrio 5 George de Paula | Pabellón: Antel Arena Árbitros: Roberto Vásquez Danilo Ariel Molina Kristian Páez |  |

Segunda ventana
| 27 de noviembre de 2020 | Brasil                                                             | 77–71                                 | Panamá                                                         | Buenos Aires                                                                               |  |
| 12:10 (UTC-3)           | Parciales: 19–15, 21–20, 17–10, 20–26                              | Parciales: 19–15, 21–20, 17–10, 20–26 | Parciales: 19–15, 21–20, 17–10, 20–26                          |                                                                                            |  |
|                         | Estadísticas Caio Pacheco 17 Gui Carvalho 11 C. Pacheco, L. Días 4 | Reporte Pts Reb Asts                  | Estadísticas 18 Tony Bishop Jr 9 Akil Mitchell 4 Tyler Gaskins | Pabellón: Estadio Obras Sanitarias Árbitros: Juan Fernández Daniel García Leonardo Zalazar |  |

| 27 de noviembre de 2020 | Uruguay                                                                  | 97–77                                | Paraguay                                                             | Buenos Aires                                                                              |  |
| 18:10 (UTC-3)           | Parciales: 32–8, 10–20, 21–23, 34–26                                     | Parciales: 32–8, 10–20, 21–23, 34–26 | Parciales: 32–8, 10–20, 21–23, 34–26                                 |                                                                                           |  |
|                         | Estadísticas L. Parodi, E. Serres 18 Emiliano Serres 6 Luciano Parodi 12 | Reporte Pts Reb Asts                 | Estadísticas Edgar Riveros 16 Adolfo López 10 Jorge Darío Martínez 3 | Pabellón: Estadio Obras Sanitarias Árbitros: Fabricio Vito Felipe Ibarra Sebastian Negron |  |

| 28 de noviembre de 2020 | Brasil                                                   | 73–50                               | Paraguay                                                                      | Buenos Aires                                                                                             |  |
| 13:10 (UTC-3)           | Parciales: 30–5, 16–22, 13–15, 14–8                      | Parciales: 30–5, 16–22, 13–15, 14–8 | Parciales: 30–5, 16–22, 13–15, 14–8                                           | |  |
|                         | Estadísticas Caio Pacheco 18 Lucas Dias 11 Yago Santos 5 | Reporte Pts Reb Asts                | Estadísticas 12 José Manuel Fabio 10 José Manuel Fabio 3 Jorge Darío Martínez | Pabellón: Estadio Obras Sanitarias Árbitros: Fabricio Vito Leonardo Zalazar Daniel Alberto García Nieves |  |

| 28 de noviembre de 2020 | Uruguay                                                          | 74–67                                 | Panamá                                                                   | Buenos Aires                                                                             |  |
| 19:10 (UTC-3)           | Parciales: 14–17, 27–10, 10–18, 23–22                            | Parciales: 14–17, 27–10, 10–18, 23–22 | Parciales: 14–17, 27–10, 10–18, 23–22                                    |                                                                                          |  |
|                         | Estadísticas Marcos Cabot 17 Kiril Wachsmann 11 Santiago Vidal 5 | Reporte Pts Reb Asts                  | Estadísticas 17 Trevor Gaskins 14 Akil Mitchell 2 T. Gaskins, E. Oglivie | Pabellón: Estadio Obras Sanitarias Árbitros: Juan Fernández Felipe Ibarra Franco Ronconi |  |

Tercera ventana
| 19 de febrero de 2021 | Panamá                | vs.     | Brasil | Cali                                           |  |
|                       | Parciales: –, –, –, – |         |        |                                                |  |
|                       |                       | Reporte |        | Pabellón: Coliseo Evangelista Mora Árbitros: - |  |

| 21 de febrero de 2021 | Paraguay                                                       | 84–88                                | Uruguay                                                       | Cali                                                                                     |  |
| 14:10 (UTC-5)         | Parciales: 24–19, 22–19, 9–30, 29–20                           | Parciales: 24–19, 22–19, 9–30, 29–20 | Parciales: 24–19, 22–19, 9–30, 29–20                          |                                                                                          |  |
|                       | Estadísticas édgar Riveros 17 Tres jugadores 4 Édgar Riveros 6 | Reporte Pts Reb Asts                 | Estadísticas 22 Marcos Cabot 8 Emiliano Serres 6 Marcos Cabot | Pabellón: Coliseo Evangelista Mora Árbitros: Leandro Lezcano Daniel García Kristian Páez |  |

| 22 de febrero de 2021 | Panamá                                                               | 77–71                                | Uruguay                                                           | Cali                                                                                     |  |
| 14:30 (UTC-5)         | Parciales: 15–28, 20–24, 15–12, 27–7                                 | Parciales: 15–28, 20–24, 15–12, 27–7 | Parciales: 15–28, 20–24, 15–12, 27–7                              |                                                                                          |  |
|                       | Estadísticas Tony Bishop Jr. 19 Tony Bishop Jr. 11 Tony Bishop Jr. 5 | Reporte Pts Reb Asts                 | Estadísticas 17 Federico Haller 11 Kiril Wachsmann 7 Marcos Cabot | Pabellón: Coliseo Evangelista Mora Árbitros: Leandro Lezcano Daniel García Rodrigo Mejía |  |

| 22 de febrero de 2021                                                                          | Paraguay              | vs.                   | Brasil                | Cali                                           |
| https://www.fiba.basketball/es/history/183-fiba-americup-qualifiers/208142/games/99814-PAR-BRA | Parciales: –, –, –, – | Parciales: –, –, –, – | Parciales: –, –, –, – |                                                |
|                                                                                                |                       |                       |                       | Pabellón: Coliseo Evangelista Mora Árbitros: - |

(*) A Brasil, se le negó la entrada a Colombia debido a las restricciones impuestas por las autoridades sanitarias nacionales, por lo tanto, los juegos Panamá ante Brasil y Paraguay ante Brasil, no se jugaron.

### Grupo C
| Pos. | Equipo               | PJ | G | P | PE  | PP  | Dif | Pts |
| ---- | -------------------- | -- | - | - | --- | --- | --- | --- |
| 1.°  | República Dominicana | 5  | 4 | 1 | 448 | 407 | +41 | 9   |
| 2.°  | Canadá               | 4  | 3 | 1 | 363 | 343 | +20 | 7   |
| 3.°  | Islas Vírgenes       | 6  | 1 | 5 | 501 | 537 | –36 | 7   |
| 4.°  | Cuba                 | 3  | 1 | 2 | 215 | 240 | -25 | 4   |

|  | Clasificados a la siguiente fase del torneo |

Los horarios corresponden a la hora local.
Primera ventana
| 21 de febrero de 2020 | Canadá                                                                  | 89–72                                 | República Dominicana                                       | Oshawa |  |
| 19:05 (UTC-5)         | Parciales: 17–22, 18–18, 30–18, 24–14                                   | Parciales: 17–22, 18–18, 30–18, 24–14 | Parciales: 17–22, 18–18, 30–18, 24–14                      | |  |
|                       | Estadísticas Andrew Nicholson 16 Andrew Nicholson 7 Kaza Kajami-Keane 8 | Reporte Pts Reb Asts                  | Estadísticas 18 Víctor Liz 8 Ángel Delgado 6 Gelvis Solano | Pabellón: Campus Recreation and Wellness Centre Árbitros: Leandro Lezcano Julio Anaya Alexis Mercado Pacheco |  |

| 21 de febrero de 2020 | Cuba                                                            | 64–80                                 | Islas Vírgenes                                             | La Habana                                                                                         |  |
| 20:00 (UTC-4)         | Parciales: 18–22, 14–14, 19–22, 13–22                           | Parciales: 18–22, 14–14, 19–22, 13–22 | Parciales: 18–22, 14–14, 19–22, 13–22                      |                                                                                                   |  |
|                       | Estadísticas Karel Guzmán Abreu 14 Yoel Cubilla 7 Osmel Oliva 3 | Reporte Pts Reb Asts                  | Estadísticas 22 Walter Hodge 8 Walter Hodge 6 Walter Hodge | Pabellón: Coliseo de la Ciudad Deportiva Árbitros: Andreia Silva Mauricio Chinchilla Roberto Mota |  |

| 24 de febrero de 2020 | Islas Vírgenes                                                | 64–91                                 | Cuba                                                           | Saint Thomas                                                                                           |  |
| 19:00 (UTC-4)         | Parciales: 10–22, 16–20, 17–19, 21–30                         | Parciales: 10–22, 16–20, 17–19, 21–30 | Parciales: 10–22, 16–20, 17–19, 21–30                          | |  |
|                       | Estadísticas Walter Hodge 23 Jervan Jackson 12 Walter Hodge 4 | Reporte Pts Reb Asts                  | Estadísticas 21 Yoel Cubilla 21 Yoel Cubilla 9 Yuniskel Molina | Pabellón: UVI Sports and Fitness Center Árbitros: Alexis Mercado Pacheco Carlos Peralta Ramiro Marques |  |

| 24 de febrero de 2020 | República Dominicana                                        | 88–84                                              | Canadá                                                           | Santo Domingo |  |
| 20:05 (UTC-4)         | Parciales: 22–16, 17–17, 11–19, 25–23 (T.E.: 13–9)          | Parciales: 22–16, 17–17, 11–19, 25–23 (T.E.: 13–9) | Parciales: 22–16, 17–17, 11–19, 25–23 (T.E.: 13–9)               | |  |
|                       | Estadísticas Eloy Vargas 16 Gelvis Solano 6 Gelvis Solano 8 | Reporte Pts Reb Asts                               | Estadísticas 26 Philip Scrubb 9 Owen Klassen 7 Kaza Kajami-Keane | Pabellón: Palacio de los Deportes Asistencia: 1,500 espectadores Árbitros: Juan Fernández Andreia Silva Christian Wilmore |  |

Segunda ventana
| 29 de noviembre de 2020 | Islas Vírgenes                                                       | 75–89                                 | República Dominicana                                                                | Santo Domingo                                                                                        |  |
| 17:30 (UTC-4)           | Parciales: 17–24, 14–25, 27–27, 17–13                                | Parciales: 17–24, 14–25, 27–27, 17–13 | Parciales: 17–24, 14–25, 27–27, 17–13                                               | |  |
|                         | Estadísticas Georgio Milligan 20 I. Asaka, W. Hodge 8 Walter Hodge 8 | Reporte Pts Reb Asts                  | Estadísticas 23 Eloy Vargas 12 E. Vargas, Ángel Delgado, Á. Delgado 7 Gelvis Solano | Pabellón: Hard Rock Fillmore Ballroom Árbitros: Jorge Vázquez Roberto Vázquez Alexis Mercado Pacheco |  |

| 30 de noviembre de 2020 | Cuba                                                             | 60–96                                | República Dominicana                                              | Santo Domingo                                                                                     |  |
| 20:30 (UTC-4)           | Parciales: 16–23, 13–18, 26–23, 5–32                             | Parciales: 16–23, 13–18, 26–23, 5–32 | Parciales: 16–23, 13–18, 26–23, 5–32                              |                                                                                                   |  |
|                         | Estadísticas Karel Guzmán Abreu 20 Yoel Cubilla 11 Osmel Oliva 3 | Reporte Pts Reb Asts                 | Estadísticas 19 Adonys Henriquez 11 Ángel Delgado 7 Gelvis Solano | Pabellón: Hard Rock Fillmore Ballroom Árbitros: Roberto Vázquez Alexis Mercado Pacheco Jesed Díaz |  |

| 17 de febrero de 2021 | Islas Vírgenes                                                   | 93–95                                 | Canadá                                                                  | San Juan                                                                                                  |  |
| 20:00 (UTC-4)         | Parciales: 20–28, 26–19, 23–27, 24–21                            | Parciales: 20–28, 26–19, 23–27, 24–21 | Parciales: 20–28, 26–19, 23–27, 24–21                                   | |  |
|                       | Estadísticas Walter Hodge 28 I. Asaka, L. Smith 8 Walter Hodge 7 | Reporte Pts Reb Asts                  | Estadísticas 28 Aaron Best 8 O. Klassen, A. Bennett 9 Kaza Kajami-Keane | Pabellón: Coliseo Roberto Clemente Árbitros: Jorge Vázquez Carlos Andrés Peralta Ortega Christian Wilmore |  |

| 18 de febrero de 2021 | Cuba                  | vs. | Canadá | San Juan                                       |
|                       | Parciales: –, –, –, – |     |        |                                                |
|                       |                       |     |        | Pabellón: Coliseo Roberto Clemente Árbitros: - |

Tercera ventana
| 19 de febrero de 2021 | Canadá                | vs. | Cuba | San Juan                                       |
|                       | Parciales: –, –, –, – |     |      |                                                |
|                       |                       |     |      | Pabellón: Coliseo Roberto Clemente Árbitros: - |

| 19 de febrero de 2021 | República Dominicana                                     | 103–99                                            | Islas Vírgenes                                            | San Juan                                                                                            |  |
| 14:00 (UTC-4)         | Parciales: 22–27, 26–14, 28–22, 18–31 (T.E.: 9-5)        | Parciales: 22–27, 26–14, 28–22, 18–31 (T.E.: 9-5) | Parciales: 22–27, 26–14, 28–22, 18–31 (T.E.: 9-5)         | |  |
|                       | Estadísticas Víctor Liz 20 Eloy Vargas 13 Mike Torres 11 | Reporte Pts Reb Asts                              | Estadísticas 27 Walter Hodge 11 Ivan Aska 12 Walter Hodge | Pabellón: Coliseo Roberto Clemente Árbitros: Juan Fernández Grant Alexander Todey Christian Wilmore |  |

| 20 de febrero de 2021 | Canadá                                                                 | 95–90                                 | Islas Vírgenes                                        | San Juan                                                                                        |  |
| 14:30 (UTC-4)         | Parciales: 20–18, 23–17, 25–29, 27–26                                  | Parciales: 20–18, 23–17, 25–29, 27–26 | Parciales: 20–18, 23–17, 25–29, 27–26                 |                                                                                                 |  |
|                       | Estadísticas Kaza Kajami-Keane 27 Thomas Scrubb 11 Kaza Kajami-Keane 9 | Reporte Pts Reb Asts                  | Estadísticas 44 Walter Hodge 8 Ivan Aska 4 Deon Edwin | Pabellón: Coliseo Roberto Clemente Árbitros: Jorge Vázquez Grant Alexander Todey José Fernández |  |

| 20 de febrero de 2021 | República Dominicana  | vs. | Cuba | San Juan                                       |
|                       | Parciales: –, –, –, – |     |      |                                                |
|                       |                       |     |      | Pabellón: Coliseo Roberto Clemente Árbitros: - |

(*) Cuba no pudo viajar a San Juan (Puerto Rico) por problemas de visado con sus jugadores, por lo que los sus partidos contra Canadá y República Dominicana, no se jugaron.

### Grupo D
| Pos. | Equipo         | PJ | G | P | PE  | PP  | Dif  | Pts |
| ---- | -------------- | -- | - | - | --- | --- | ---- | --- |
| 1.°  | Estados Unidos | 6  | 6 | 0 | 560 | 432 | +128 | 12  |
| 2.°  | Puerto Rico    | 6  | 3 | 3 | 472 | 511 | –39  | 9   |
| 3.°  | México         | 6  | 2 | 4 | 438 | 463 | -25  | 8   |
| 4.°  | Bahamas        | 6  | 1 | 5 | 455 | 519 | -64  | 7   |

|  | Clasificados a la siguiente fase del torneo |

Los horarios corresponde a la hora local.
Primera ventana
| 20 de febrero de 2020 | Puerto Rico                                                 | 70–83                                 | Estados Unidos                                         | San Juan |  |
| 20:00 (UTC-4)         | Parciales: 14–33, 10–18, 26–14, 20–18                       | Parciales: 14–33, 10–18, 26–14, 20–18 | Parciales: 14–33, 10–18, 26–14, 20–18                  | |  |
|                       | Estadísticas Gian Clavell 24 Isaiah Piñeiro 9 Gary Browne 8 | Reporte Pts Reb Asts                  | Estadísticas 16 Jalen Jones 11 Jalen Jones 4 Eric Mika | Pabellón: Coliseo Roberto Clemente Asistencia: 7,800 espectadores Árbitros: Cristiano Maranho Carlos Peralta Ramiro Marques Inchauspe |  |

| 20 de febrero de 2020 | México                                                         | 75–61                                 | Bahamas                                                               | Guadalajara                                                                                                   |  |
| 20:00 (UTC-6)         | Parciales: 18–11, 23–19, 24–11, 10–20                          | Parciales: 18–11, 23–19, 24–11, 10–20 | Parciales: 18–11, 23–19, 24–11, 10–20                                 | |  |
|                       | Estadísticas Omar de Haro 17 Fabián Jaimes 12 Francisco Cruz 6 | Reporte Pts Reb Asts                  | Estadísticas 16 Travis Munnings 7 David Nesbitt 3 Domnick Bridgewater | Pabellón: Arena Astros Asistencia: 3,958 espectadores Árbitros: Nathaniel Saunders Michael Scott Carlos Vélez |  |

| 23 de febrero de 2020 | Estados Unidos                                          | 95–73                                 | Puerto Rico                                                    | Washington |  |
| 15:00 (UTC-5)         | Parciales: 26–11, 24–18, 21–17, 24–27                   | Parciales: 26–11, 24–18, 21–17, 24–27 | Parciales: 26–11, 24–18, 21–17, 24–27                          | |  |
|                       | Estadísticas Kyle Fogg 18 James Webb III 10 Kyle Fogg 8 | Reporte Pts Reb Asts                  | Estadísticas 15 Isaiah Piñeiro 10 Isaiah Piñeiro 5 Gary Browne | Pabellón: Entertainment & Sports Arena Asistencia: 3,030 espectadores Árbitros: Leandro Lezcano Julio Anaya Nathaniel Saunders |  |

| 23 de febrero de 2020 | Bahamas                                                               | 76–59                                | México                                                           | Nassau |  |
| 20:00 (UTC-5)         | Parciales: 20–15, 18–15, 20–8, 18–21                                  | Parciales: 20–15, 18–15, 20–8, 18–21 | Parciales: 20–15, 18–15, 20–8, 18–21                             | |  |
|                       | Estadísticas Domnick Bridgewater 15 Mychel Thompson 8 Jaron Cornish 6 | Reporte Pts Reb Asts                 | Estadísticas 21 Francisco Cruz 6 Israel Gutiérrez 4 Arim Solares | Pabellón: Atlantis Asistencia: 1,000 espectadores Árbitros: Michael Weiland José Fernández Norval Alfanscio Young |  |

Segunda ventana
| 29 de noviembre de 2020 | Estados Unidos                                                    | 99–59                                 | Bahamas                                                                         | Indianápolis |  |
| 16:00 (UTC-5)           | Parciales: 24–14, 29–15, 24–14, 22–16                             | Parciales: 24–14, 29–15, 24–14, 22–16 | Parciales: 24–14, 29–15, 24–14, 22–16                                           | |  |
|                         | Estadísticas Amile Jefferson 17 Amile Jefferson 11 Travis Trice 6 | Reporte Pts Reb Asts                  | Estadísticas 13 Nashad Nakiel Mackey 6 Nashad Nakiel Mackey 5 Godfrey Rolle III | Pabellón: Centro de Convenciones de Indiana Árbitros: Matthew Leigh Kallio José Fernández Carlos Andrés Vélez Londoño |  |

| 29 de noviembre de 2020 | Puerto Rico                                                 | 56–81                               | México                                                         | Indianápolis |  |
| 19:30 (UTC-5)           | Parciales: 8–22, 24–13, 15–19, 9–27                         | Parciales: 8–22, 24–13, 15–19, 9–27 | Parciales: 8–22, 24–13, 15–19, 9–27                            | |  |
|                         | Estadísticas Iván Gandía 23 Emmy Andujar 4 Tres jugadores 3 | Reporte Pts Reb Asts                | Estadísticas 18 Luke Martínez 13 Israel Gutiérrez 8 Paul Stoll | Pabellón: Centro de Convenciones de Indiana Árbitros: Leandro Lezcano Julio César Anaya Freile Roberto Emilio Mota Inoa |  |

| 30 de noviembre de 2020 | Puerto Rico                                                            | 91–85                                 | Bahamas                                                        | Indianápolis |  |
| 16:00 (UTC-5)           | Parciales: 17–17, 24–30, 26–24, 24–14                                  | Parciales: 17–17, 24–30, 26–24, 24–14 | Parciales: 17–17, 24–30, 26–24, 24–14                          | |  |
|                         | Estadísticas Jaysean Paige 19 Gilberto Clavell 6 I. Gandía, J. Paige 5 | Reporte Pts Reb Asts                  | Estadísticas 25 D'Shon Taylor 12 Kentwan Smith 5 Jaron Cornish | Pabellón: Centro de Convenciones de Indiana Árbitros: Matthew Leigh Kallio Andrés Gaston Bartel Maina Carlos Andrés Vélez Londoño |  |

| 30 de noviembre de 2020 | Estados Unidos                                           | 94–78                                 | México                                                        | Indianápolis                                                                                                  |  |
| 19:30 (UTC-5)           | Parciales: 23–20, 29–14, 20–19, 22–25                    | Parciales: 23–20, 29–14, 20–19, 22–25 | Parciales: 23–20, 29–14, 20–19, 22–25                         | |  |
|                         | Estadísticas Yante Maten 21 Yante Maten 9 Travis Trice 6 | Reporte Pts Reb Asts                  | Estadísticas 17 Luke Martínez 9 Israel Gutiérrez 9 Paul Stoll | Pabellón: Centro de Convenciones de Indiana Árbitros: Leandro Lezcano Julio César Anaya Freile José Fernández |  |

Tercera ventana
| 19 de febrero de 2021 | Bahamas                                                           | 77–93                                 | Estados Unidos                                                            | San Juan                                                                                             |  |
| 17:30 (UTC-4)         | Parciales: 19–25, 21–29, 21–21, 16–18                             | Parciales: 19–25, 21–29, 21–21, 16–18 | Parciales: 19–25, 21–29, 21–21, 16–18                                     | |  |
|                       | Estadísticas Travis Munnings 22 David Nesbitt 9 Travis Munnings 5 | Reporte Pts Reb Asts                  | Estadísticas 19 I. Thomas, J. Nunnally 10 Brandon Sam Bass 10 Joe Johnson | Pabellón: Coliseo Roberto Clemente Árbitros: Michael Weiland Julio César Anaya Freile José Fernández |  |

| 19 de febrero de 2021 | México                                                      | 70–80                                 | Puerto Rico                                                   | San Juan |  |
| 21:00 (UTC-4)         | Parciales: 13–22, 21–18, 19–18, 17–22                       | Parciales: 13–22, 21–18, 19–18, 17–22 | Parciales: 13–22, 21–18, 19–18, 17–22                         | |  |
|                       | Estadísticas Gabriel Girón17 Gustavo Ayón 8 Gabriel Girón 4 | Reporte Pts Reb Asts                  | Estadísticas 23 Gian Clavell 11 Gian Clavell 5 Shabazz Napier | Pabellón: Coliseo Roberto Clemente Árbitros: Fabricio Vito Carlos Andrés Peralta Ortega Carlos Andrés Velez Londoño |  |

| 20 de febrero de 2021 | México                                                       | 75–96                                 | Estados Unidos                                            | San Juan |  |
| 18:00 (UTC-4)         | Parciales: 15–31, 18–27, 20–19, 22–19                        | Parciales: 15–31, 18–27, 20–19, 22–19 | Parciales: 15–31, 18–27, 20–19, 22–19                     | |  |
|                       | Estadísticas Edgar Garibay 19 Edgar Garibay 9 José Estrada 4 | Reporte Pts Reb Asts                  | Estadísticas 21 Ra'Shad James 9 Joe Johnson 7 Joe Johnson | Pabellón: Coliseo Roberto Clemente Árbitros: Michael Weiland Julio César Anaya Freile Carlos Andrés Velez Londoño |  |

| 20 de febrero de 2021 | Bahamas                                                             | 97–102                                | Puerto Rico                                                                | San Juan |  |
| 21:00 (UTC-4)         | Parciales: 20–22, 28–30, 31–18, 18–32                               | Parciales: 20–22, 28–30, 31–18, 18–32 | Parciales: 20–22, 28–30, 31–18, 18–32                                      | |  |
|                       | Estadísticas Mychel Thompson 21 Travis Munnings 7 Travis Munnings 9 | Reporte Pts Reb Asts                  | Estadísticas 26 J.J. Barea, G. Clavell 7 José Juan Barea 8 José Juan Barea | Pabellón: Coliseo Roberto Clemente Árbitros: Fabricio Vito Juan Fernández Felipe Guillermo Valenzuela Barrera |  |

## Clasificados aFIBA AmeriCup de 2022
| Argentina | Brasil | Canadá | Colombia |

| Estados Unidos | Islas Vírgenes | México | Panamá |

| Puerto Rico | República Dominicana | Uruguay | Venezuela |